# Reststimmenverfahren
Das Reststimmenverfahren oder Reststimmensystem, ist ein Wahlsystem, bei dem Restmandate vergeben werden. Im ersten Schritt werden Grundmandate einzelner Wahlkreise zugeteilt. Im zweiten Schritt, auch Reststimmenverwertung oder Verhältnisausgleich genannt, werden die zuvor nicht berücksichtigten Stimmen mehrerer Wahlkreise addiert und als Restmandate vergeben.

## Anwendung
Der österreichische Nationalrat benutzt ein Reststimmenverfahren bis zur Landesebene. Einzelne österreichische Landtagswahlen benutzen das Reststimmenverfahren, wie Steiermark und Kärnten.
Die Abgeordnetenhauswahl in Tschechien benutzt ein Reststimmenverfahren, mit teilweisem Verhältnisausgleich.
Das ungarisches Parlament hat ein Reststimmenverfahren, mit begrenztem Verhältnisausgleich, wodurch keine Verhältniswahl gegeben ist.
Das Wahlrecht der Weimarer Republik war ein Reststimmenverfahren.

## Wahlgleichheit
Die Wahlgleichheit bei einem Reststimmenverfahren verändert sich, je nachdem wie viele Reststimmen und nach welchem Verfahren vergeben werden. Wenn es bei der Reststimmenverteilung zu relevanten Unterschieden zwischen Stimmenanteil und Mandatsanteil einzelner Parteien kommt, handelt es sich nicht um ein reines Verhältniswahlrecht.

## Belege
1. ↑  Christoph Degenhart: Staatsrecht I. Staatsorganisationsrecht. Mit Bezügen zum Europarecht. 2020.
2. ↑  Hans-Erich Volkmann: Quellen zur Innenpolitik in der Ära Adenauer 1949–1963 Konstituierung und Konsolidierung der Bundesrepublik. 2005.
3. ↑  Alfred Pfoser, Andreas Weigl: Die erste Stunde Null Gründungsjahre der österreichischen Republik 1918–1922. 2017.
4. ↑  Neues Wahlrecht im Ausschuss beschlossen, ORF, 2008.